# HD 17925
HD 17925，又名BD-13 544，SAO 148647、HR 857，是一颗恒星，视星等为6.04，位于銀經192.06，銀緯-58.26，其B1900.0坐标为赤經2h 47m 42.9s，赤緯-13° -58.26′ 30″。